# Bộ Xích (赤)
Bộ Xích, bộ thứ 155 có nghĩa là "đỏ" là 1 trong 20 bộ có 7 nét trong số 214 bộ thủ Khang Hy.
Trong Từ điển Khang Hy có 31 chữ (trong số hơn 40.000) được tìm thấy chứa bộ này.

## Tự hình Bộ Xích (赤)

Giáp cốt văn
Kim văn
Đại triện
Tiểu triện

## Chữ thuộc Bộ Xích (赤)
| Số nét bổ sung | Chữ                         |
| -------------- | --------------------------- |
| 0              | 赤/xích/                    |
| 4              | 赥/hức/ 赦/xá/              |
| 5              | 赧/noãn/                    |
| 6              | 赨/đồng/ 赩/hách/ 赪/trinh/ |
| 7              | 赫/hách/                    |
| 9              | 赬/sanh/ 赭/giả/ 赮/hà/     |
| 10             | 赯/đường/                   |